# Тан Бінь
Тан Бінь  (кит.: 唐 宾, 25 квітня 1986) — китайська веслувальниця, олімпійська чемпіонка.

## Виступи на Олімпіадах
| Олімпіада  | Дисципліна     | Місце |
| ---------- | -------------- | ----- |
| Пекін 2008 | четвірка парна | 1     |